# Ferrocarril Salinero de Cabo Blanco
El Ferrocarril Salinero de Cabo Blanco era un pequeño ferrocarril que funcionó desde 1905 hasta los años 1930 para la extracción de sal. Su tarea fue unir el puerto de Cabo Blanco con la producción obtenida de las Salinas de Cabo Blanco en la provincia de Santa Cruz, Argentina.
En su poco más de 5 kilómetros tenía dos puntos claves, era propiedad de L. Parmiggiani y Cía. y fue operado por la Compañía de las Grandes Salinas de Cabo Blanco. Su trocha era angosta de tipo Decauville 600.
Junto con el Ferrocarril de Península Valdés fueron los único dedicados a la explotación de la sal en la región patagónica sur. Sin embargo, este ferrocarril no contó con el desarrollo y la notoriedad que alcanzó el ferrocarril de Península Valdés.
Fue uno de los componentes menos conocidos del Sistema Ferroviario en la Patagonia Argentina; aunque integró el mismo sin ser de carácter público y en forma aislada sin posibilidad de conexión con el resto de los ferrocarriles.

## Toponimia
El ferrocarril tomó su nombre de las formaciones salinas adyacentes que explotaba. En tanto, el segundo componente de su nombre deriva del cabo natural. Este accidente costero fue bautizado por Magallanes en 1520 con el actual nombre ya que los morros rocosos se encontraban cubiertos de guano. Luego su uso en las cartas náuticas de la época con el nombre de Cabo Blanco fue habitual.

## Historia

### Origen
El Lugar se halla a alrededor de 80 kilómetros al norte de Puerto Deseado, donde existe un sistema de grandes salinas cercanas tierra tierra adentro del Cabo Blanco. En los tiempos anteriores a los frigoríficos la sal era muy útil para la preservación de la carne y pieles de ovinos y focas. Ante tal potencial, en 1888 es pedida la mensura de una mina de sal en la salina cercana. En 1899 Don Miguel Martínez obtiene una concesión para dos terrenos dentro de grandes salina. 
Ante el gran potencial del lugar, en 1901 se comenzaron los sondeos de las capas de sal disponible. Los estudios estimaron reservas profundas en entre 15 y 40 millones de toneladas. Por ese tiempo, la salina representó una fuente de riqueza relacionada con la producción ovina, teniendo en cuenta la conservación de la carne y el cuero mediante el salado, la conservación de los quesos y  también la explotación de lobos y elefantes marinos, por el alto valor de su piel, que se desarrollaba en diferentes puertos de las costas australes. Ese mismo año Miguel Martínez solicitó la mensura y marcación de 2 canteras componiendo así 40has en la salina. 
Para 1902 se inició la extracción por L. Parmiggiani y Cía. bajo el título de Compañía de las Grandes Salinas de Cabo Blanco.  La Salina Cabo Blanco ocupa una depresión del terreno de 900 hectáreas. El clima desértico favorece la evaporación de las aguas de lluvia o de las napas subterráneas que afloran en la superficie de la laguna, formando con el tiempo lo que se llama “salinas de cosecha”, ya que la extracción se hace en época seca, armando pilas para su secado Ese mismo año la salina comienza a funcionar. La minia de sal se valía de carros para arrimar la sal a las cercanías de una línea férrea de troncha angosta que transportaba la sal a la orilla sur del cabo. Desde allí era transportada en barco a los centros de distribución y venta.
El impulso de la industria hizo crecer al pueblo Cabo Blanco. La comunidad contó con pensiones para los obreros, una casa de correo, un juez de la paz, una comisaría y una escuela. No obstante, fue descripto como un rincón anárquico, con informes de homicidios y ataques en La Prensa y La Nación.En el censo de Territorios Nacionales realizado en 1920 figuraron censadas 33 personas que habitaban en el ámbito rural en torno a la localidad.Mientras que otras fuentes afirman que el poblado llegó a detentar 200 habitantes. Poseía almacenes, ferreterías, correo privado y viviendas para los trabajadores de la mina de sal.

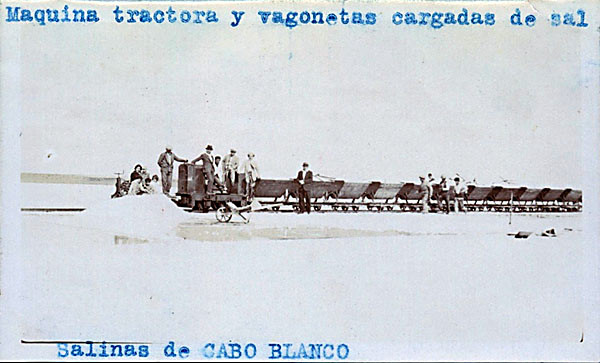
Explotación en las salinas. El ferrocarril también transportó a los trabajadores y sus materiales hasta las salinas.

### Primeros años

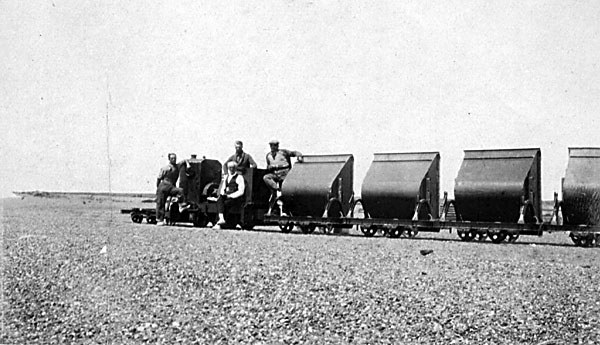
Convoy llegando a destino con vagones volcadores.

El raudo auge trajo la necesidad de que se construya en 1905 un ferrocarril de trocha angosta desde las salinas a una distancia de 5,6km hasta la bahía al lado sur de cabo Blanco. Fue elegido un ancho de vía de tipo Decauville 60cm. El modesto ferrocarril fue vital para que la producción pudiera rebosar; ya en los informes de prensa comentan barcos a vapor cargando hasta 3.000 toneladas de sal en cada visita. Por consecuencia, la producción anual fue lo suficientemente grande. Entre los trabajadores sobre salió José Font quien tuvo su primer trabajo en la salina. Años después, sería conocido como Facón Grande y tendría papel destacado en los hechos de la Patagonia rebelde.
En 1915 el pequeño ferrocarril tuvo su mayor trabajo al colaborar con la construcción del Faro Cabo Blanco. Siendo crucial para el desembarco su muelle y transporte de los materiales hasta el pie del morro donde se erigiría la estructura. Para esto, fueron transportados los elementos desde el sitio de desembarque a una distancia de 650 metros, hasta el pie del morro norte, por la vía ferroviaria. Una vez en la base del accidente, y ante la configuración empinada del terreno, desde allí hasta el sitio de construcción del faro fueron trasladados los materiales por alambre-carril de 80 metros de largo. Además, los galpones de la compañía fueron prestados para guardar los materiales para la obra del faro y posterior utilización. La gran obra que fue terminada 2 años después y se terminó trasladando: 110.000 ladrillos de forma trapezoidal para la torre del faro, 86.900 ladrillos comunes para la casa y 40.000 kilos de cemento porlant. Luego de concluida la obra los galpones de la compañía fueron devueltos a su condición preexistente a la obra.

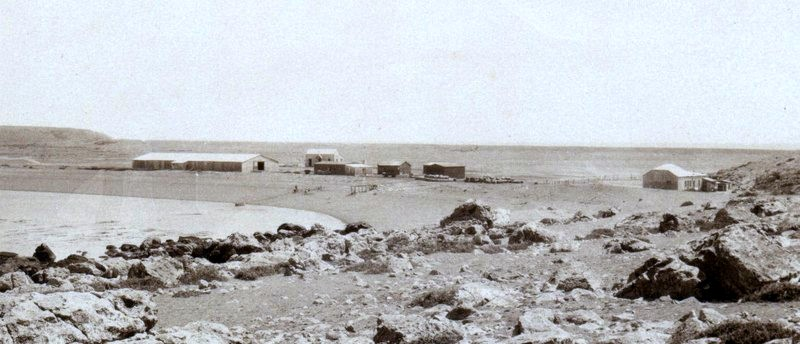
Fotografía de galpones y casas en la costa de Cabo Blanco en su auge. Nótese el muelle ferroviario en la costa.

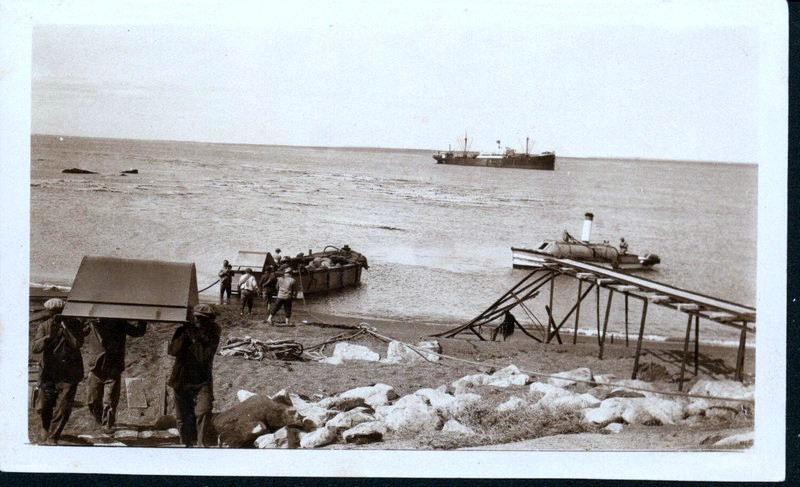
Intensos trabajos de descarga en el muelle del embarcadero. En la costa también se acumulaban los bolsones de sal para su posterior embarque.

La explotación de la salina generó tanto movimientos de barcos, que llegó a tener más importancia que Puerto Deseado en un momento y la gente de Deseado tuvo que viajar a Cabo Blanco para tomar el barco. No obstante, al estar culminado el Ferrocarril Puerto Deseado a Colonia Las Heras la competencia se hizo más dura por la traza elegida, motivo de críticas porque los primeros 200 kilómetros. avanzaron casi paralelos al mar, compitiendo desfavorablemente con este puerto y los de Caleta Olivia y Mazaredo. Pese a ello, a los ganaderos les continuó resultando más económico sacar su producción lanera por estos puertos algunos años más.    
Al pujante pueblo asentado en cercanías de las rocas de la costa se le sumó las dos casas del correo, los galpones de las grandes salinas donde se embolsaban la sal, los galpones para reparaciones del trencito, un almacén de ramos generales que explotaba la salina quien les pagaba a los obreros con monedas acuñadas a tal efecto, la fonda de Anyeles, la fonda de Pérez, la fonda de José Deangelli, la comisaría, registro civil, juzgado de paz, la casa de los ganaderos Jenkis y Fasioli, la posta de pastal claro, almacén de Sepúlveda, todas las instalaciones que del faro, dos quintas muy grandes y después también entre las rocas había una quinta más chiquita que era de un señor llamaba Torremocha que proveía de verduras a los pobladores. Los últimos datos de esta población fueron suministrados por una guía de Puerto Deseado del año 1942 con datos posibles de 1940/1941 o anteriores. En esta guía se afirma que funcionaba un aula de escuela presumiblemente en la casa de la administración del correo que era la casa más grande, de once habitaciones, que luego se quemó. Esto concuerda con la información suministrada por al Jefe del Servicio de Hidrografía Nava en octubre de 1941; que próximo al Faro se hallaban ubicados una oficina de Correos y Telégrafos y las instalaciones de la explotación de la Salina y un puesto de la Policía, en forma tal que los guardianes destacados tenían a su alcance los recursos para efectuar comunicaciones o recabar elementos de auxilio  en caso de emergencia. En cuanto al cobro de haberes y aprovisionamiento de víveres se efectuaba en Puerto Deseado salvando la distancia con un sulky. Por lo que el pueblo iría desapareciendo a lo lardo de los años 1940. Las últimas personas que vivieron en la zona costera del pueblo fueron los empleados del correo. Este se mantuvo activo desde 1923, en la vieja casilla de madera que luego fue reemplazada por un edificio de material que funcionó hasta su clausura, por escaso movimiento el 17 de junio de 1974.  

### Final
A pesar de su gran producción, la empresa terminó operaciones cerca 1930. Esto se adujo al difícil reclutamiento de obreros para un lugar tan aislado; un costoso por vía marítima hasta el norte y la irrupción de la refrigeración de la carne ovina que se hizo industrial y despojó a la sal de rentabilidad.

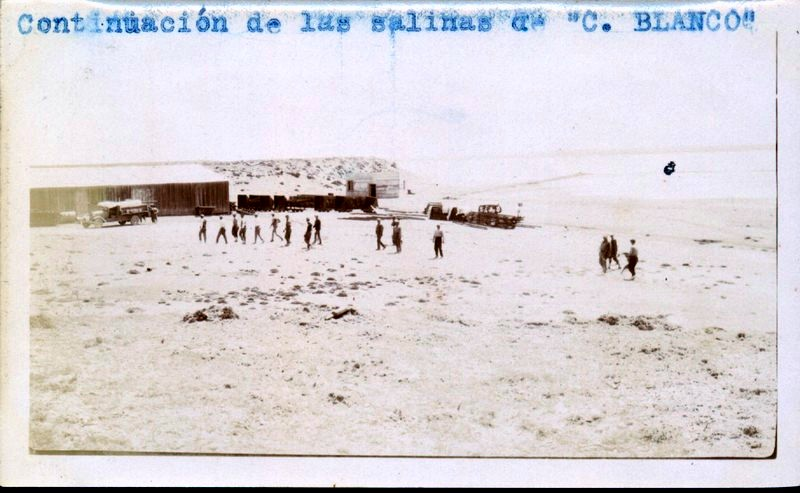
Los galpones pertenecían a la Empresa Grande Salinas con movimientos ferroviarios.

### Pos Cierre
Luego del abandono del lugar los galpones enteros aun hasta 1941, pero después se deterioraron lentamente. Lo poco que permanecía del ferrocarril era una locomotora abandonada y algunos rieles y durmientes. A posteriori, en una fecha desconocida contemporánea a la Segunda Guerra Mundial un chatarrero removió la máquina y otros restos del ferrocarril. Además, tras el abandono del ferrocarril se conjetura que esta línea no fue desmantelada por chatarreros, y sí por estancieros vecino, sacando lo que necesitaban, como rieles para postes. También, explicaría porque quedaba la máquina cerca el muelle durante muchos años, pero no el destino de los vagones.

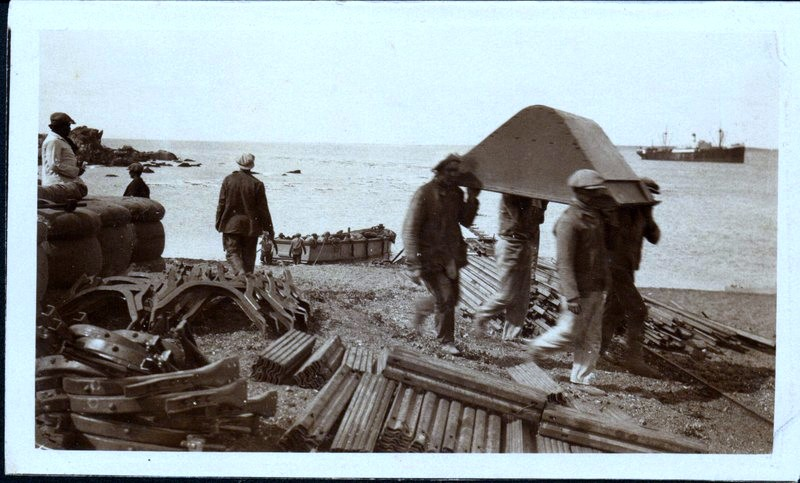
Trabajos de descarga de material ferroviario apoyados por un lanchón.

Pese a los años de abandono y olvido el potencial del área para producción de sal no se olvido y en 2010 recayó una propuesta concreta para darle valor a este yacimiento. La propuesta incluyó además del estudio de una empresa, la labor de estudiantes de la Facultad de Ingeniería de la Universidad Nacional de Mar del Plata. Para los estudios se hicieron muchas perforaciones, extrajeron mineral e hicieron todos los estudios de ambiente. No obstante, se encontró la problemática del punto de equilibrio de la rentabilidad requería una inversión inicial bastante grande para la explotación, con una amortización rápida. El proyecto incluía generar tres productos: Sal para hielo; sal industrial; y por último hacer sal de mesa con una marca para insertar en el mercado. Como resultante de estas tres variables, se desprendía un producto más, como es el cloro. El proyecto parecía imparable ya que se sumaba la Ley de Promoción Industrial en vigencia. El proyecto cumplió con todos los requerimientos de Minería y el propio gobernador Peralta firmó la carta de intención. En abril  de 2012 se firmó un acuerdo con Fomicruz y se entregó el paquete accionario. Sin embargo, una orden expresa del ejecutivo provincial frenó toda posibilidad al no prestar la firma final para dar marcha al proyecto. Al mismo tiempo se cerró toda la negociación por un tema político. En consecuencia, firma gastó mucho dinero en perforación y estudios. La burocracia peronista de estos años impidió que se exploten 48 millones de toneladas de sal con una posibilidad de explotación de todo el año y la posibilidad de reactivar el puerto de Deseado.
Una visita en mayo de 2011 confirma que aun prevalece gran parte de los terraplenes construidos casi totalmente de arena y redondeadas por el transcurso de los años. Parte de los durmientes ferroviarios de acero prevalece, aunque muy oxidados y, en algunos casos, nada más que fragmentos. Por último, del material rodante solo sobrevive un vagón volcador intacto y algunos restos de otros diseminados por el lugar. 
En junio de 2014, estudiantes de la Universidad Católica Argentina trabajaron en el lugar en el marco del Programa Patagónico de la UCA, realizando tareas de limpieza y reconstrucción de la antigua casa de correos. También instalaron un molino eólico. En el lugar existían dos edificaciones que estaban totalmente dañadas por vandalismos.
En 2021 un empresario que explota el sistema de Salinas Makenke en Puerto San Julián afirmó su intención de querer explotar la salina de Cabo Blanco. Su potencial se estima entre 30 y 70 metros de sal, lo cual es una cantidad inmensa por lo que se necesitaría un trabajo en modo minería y no raspaje.

## Recorrido
El recorrido del pequeño ferrocarril, a pesar de esto las salinas están al nivel del mar, estaba signado por una subida de 30 m hasta el nivel de la meseta que encierra a las salinas. Luego debía de descender al nivel del mar cerca la costa. La particularidad se notaba la pendiente contra los trenes vacíos que se hacía más fuerte que cuando circulaban los trenes cargados hacia la costa. Esta disposición es común cuando el tráfico del ferrocarril es en la mayoría en sentido único y la topografía lo permite. Usando el equipo de medición satelital, se sugiere que la subida desde la salina era de cerca 0,8 % y la baja hacia la costa era de cerca 2,5 %.
Existían en este ferrocarril dos puntos claves: el primero ubicado en las adyacencias de la salina más grande recibía todo la materia prima de las inmediaciones y cargaba los vagones en su recorrido a la costa. No obstante, no todos el trabajo era a tracción ferroviaria ya que la sal era remolcada en pequeños vagones cargueros por caballos o mulas hasta armar las formaciones por lo menos en sus primeros años. En tanto, en el punto terminal del ferrocarril existía un embarcadero que a través de una pequeña playa de maniobras cargaba la producción hacia un muelle precario con destino a los barcos.
En cuanto al largo total del tendido se estima en poco más de 5 kilómetros y medio; mientras que otra fuente menciona un largo total de 7.5 kilómetros. No obstante, estos kilómetros adicionales parecen un número errado o posiblemente totalicen los desvíos en sus puntas de rieles.

## Material rodante
El ferrocarril disponía de una Krauss 0-4-0T, fabricada en 1890. Además, única máquina a vapor visible en las fotos es una 0-6-0T con tanque entre las vigas, probablemente hecha por Orenstein & Koppel. Sin embargo, es desconocida la identidad de la máquina. A pesar de esto, máquinas O Y K de trocha 60 cm enviadas a clientes argentinos no conocidos incluyen el de la número de fábrica 1881 de 1906 enviada vía Hanko, las 3716-7 de 1909 y la 4917 de 1911. Todas fueron construidas mucho más tarde que la inauguración del ferrocarril; lo que sugiere una compra posterior. Por otro lado, el servicio disponía de dos tipos de vagones: uno plano para los sacos de sal para el viaje largo a la playa y los volcadores se manejarían dentro de la salina para el acopió. Ambos vagones, por similitud, de marca  Koppel y esto se confirma en un vagón sobreviviente tiene sus características incluyendo, raramente, cojinetes de rodillos. Otras imágenes parecen mostrar vagones volcadores más amplios usados también para cargar sacos de sal. Por último, ambos tipos de vagones se diferenciaban porque los chatos poseían freno a mano.

Posteriormente, gracias a dos fotografías capturadas en 1920-1921 por el guarda faro; se sabe que se reequipó la línea. De este modo, es posible que un locotractor naftero llegara al mismo tiempo. También, fueron incorporados más vagones volcadores que eran armados con montantes. Por último, se recibieron montones de durmientes de acero perfilado de estilo decauville. 

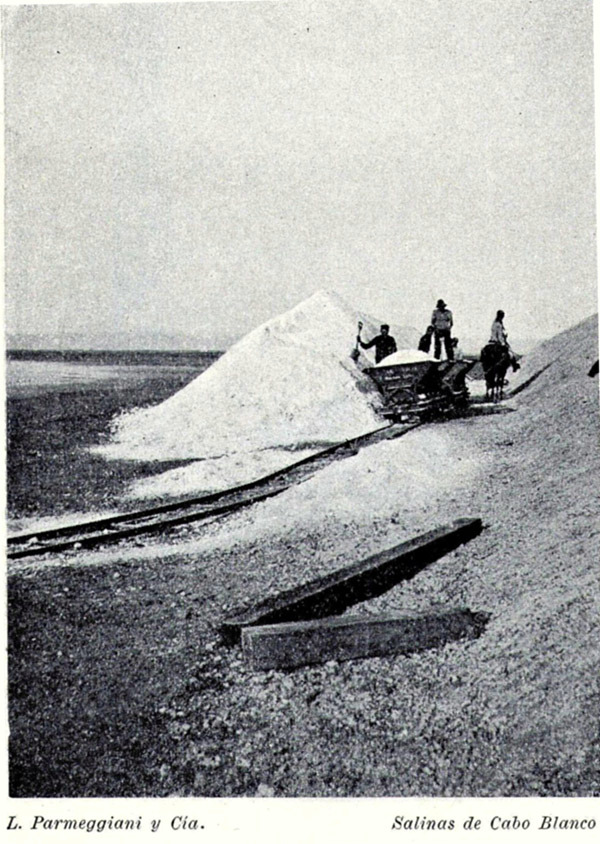
Trabajo de acopio en el embarcadero de las Salinas apoyados con tracción a sangre
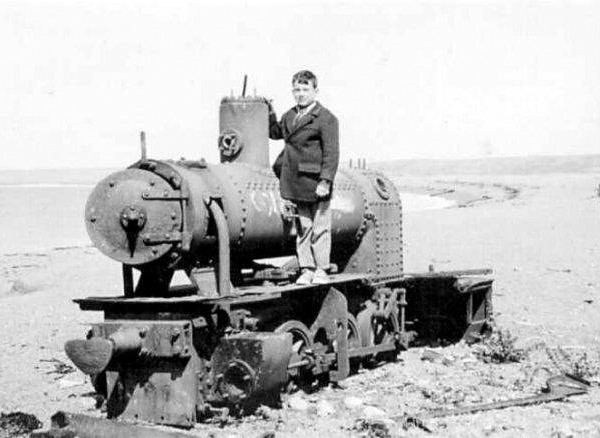
Locomotora a nafta abandonada en inmediaciones donde estuvo el embarcadero del ferrocarril.
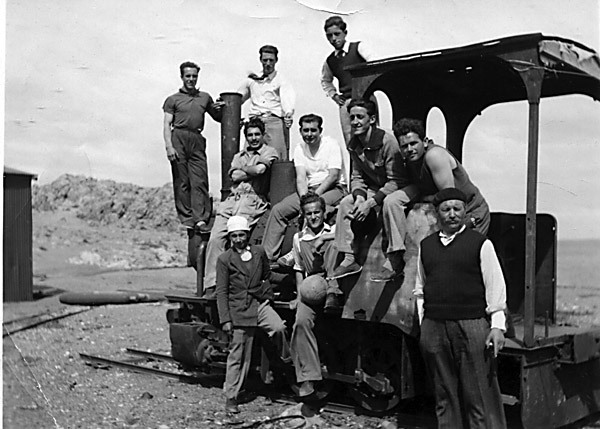
Locomotora a vapor en los últimos años del ferrocarril.
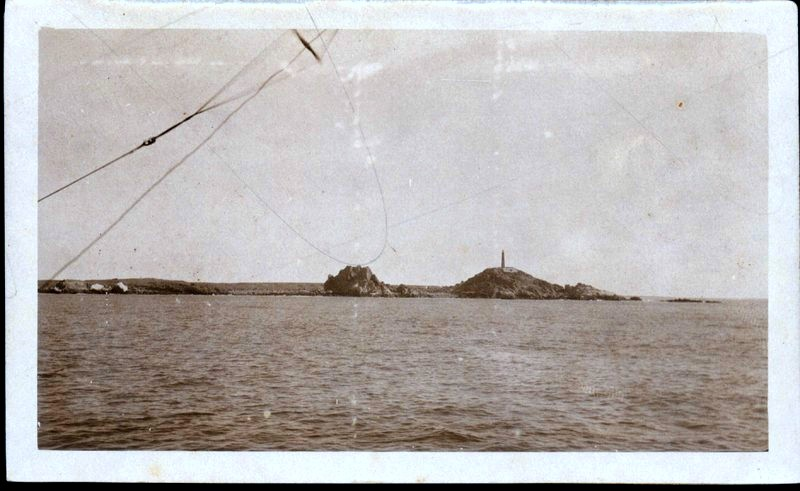
Fotografía del Faro y el pueblo  Cabo Blanco tomada desde un buque.